# Congregation of Mary Immaculate Queen
Die Congregation of Mary Immaculate Queen (lat. Congregatio Mariae Reginae Immaculatae, „Kongregation Mariens, der Unbefleckten Königin“, Ordenskürzel CMRI) ist eine Ordensgemeinschaft, die sich der Förderung der Botschaft der Muttergottes von Fátima und der Verehrung der Jungfrau Maria nach den Lehren des heiligen Louis-Marie Grignion de Montfort widmet, den sie als ihren geistigen Begründer ansieht. Früher nannte sich die Kongregation auch Fatima Crusaders oder Oblates of Mary Immaculate Queen. Die sedisvakantistische Gemeinschaft gehört nicht zur römisch-katholischen Kirche, da sie davon ausgeht, dass es zurzeit keinen rechtmäßigen Papst gebe, sondern der Stuhl Petri verwaist sei.

## Geschichte

### Francis Schuckardt
Die Kongregation wurde 1967 in Coeur d’Alene, Idaho, von Francis Schuckardt mit Hilfe von Denis Chicoine und der Erlaubnis des Bischofs von Boise, Sylvester Treinen, gegründet. Schuckardt hatte dabei die Gründung einer Kongregation für Männer und Frauen im Sinn.
Mit der Umsetzung der Reformen des Zweiten Vatikanischen Konzils kamen Schuckhardt und die Kongregation zu dem Schluss, Papst Paul VI. gelte nicht als rechtmäßiger Inhaber des heiligen Stuhles, weswegen sie die Sakramente nur von Priestern empfingen, die diese Ansicht teilten. In den frühen 1970er Jahren wurde Schuckhardt von Daniel F. Brown, einem Bischof der altkatholischen Kirche, zum Bischof geweiht. Brown schloss sich später ebenfalls der Congregation of Mary Immaculate Queen an.
In den späten 1970er Jahren erwarb die CMRI das ehemalige Jesuiten-Scholastikat auf dem Mount Saint Michael in Spokane, Washington, das zum Zentrum der Gemeinschaft wurde.
Im Jahre 1984 wurde Schuckardt von Chicoine öffentlich des Drogenmissbrauchs, der Unmoral und persönlicher sowie finanzieller und organisatorischer Misswirtschaft beschuldigt. Im Juni 1984 schloss Chicoine Schuckardt aus der Gemeinschaft aus.

### Post-Schuckardt-Ära
Im Herbst 1984 suchten die Priester einen Bischof, der für die Kongregation Priester weiht und fand ihn in Bischof George Musey von Galveston, Texas, dessen bischöflicher Weihelinie auf Erzbischof Pierre Martin Ngô Đình Thục zurückverfolgt werden kann. Am 23. April 1985 erklärten drei der vier verbliebenen Priester „öffentlich und formell“ eine „Abschwörung von ihren Fehlern und legten ein Glaubensbekenntnis ad cautelam“ vor Bischof Musey ab. Bischof Musey nahm danach erneute Weihen sub conditionem vor, obwohl er öffentlich erklärte, er habe persönlich keine Zweifel an der Gültigkeit ihrer früheren Weihen.
Im Jahr 1986 hielt die CMRI ihr erstes Generalkapitel und errichtete dabei formelle Regeln und Konstitutionen. Im gleichen Jahr wurde die Regel von Bischof Robert F. McKenna, OP, dessen bischöfliche Linie ebenfalls auf Erzbischof Thuc zurückgeht, genehmigt.
Im Jahr 1989 wurde Pater Mark Pivarunas zum Generaloberen der Kongregation gewählt. 1991 wurde er von Bischof Moisés Carmona, aus der Weihehlinie von Erzbischof Thuc zum Bischof geweiht.
Derzeit fungiert er als Generaloberer. Vor seinem Tod versuchten Bischof Schuckardt und seine Anhänger in einem Streit Pivarunas zu verdrängen, da Schuckardt sein Amt als Generaloberer der Kongregation nie offiziell niedergelegt hatte. Schuckardt exkommunizierte Pivarunas und behauptete, Pivarunas habe sich nach dem alten Kirchenrecht selbst disqualifiziert.

### Heutige Lage
Die Kongregation versorgt 29 Kirchen und Kapellen in den Vereinigten Staaten, Kanada, Australien und Neuseeland. Sie verfügt über ein Priesterseminar, das Mater Dei Seminary, in Omaha, Nebraska, während die Schwestern ihr Mutterhaus in Spokane, Washington (Mount Saint Michaels Mission) haben. Die CMRI ist in Mittel- und Südamerika sowie in Europa, mit Zentren auf den britischen Inseln, Mitteleuropa und Russland, verbreitet.

## Verbindungen nach Deutschland
In Deutschland arbeitet der Arbeitskreis katholischer Glaube  mit der CMRI eng zusammen. Die deutschen Priester des Arbeitskreises betreuen die Gemeinde von Oswald Baker in Ely, früher Downham Market, und die Messzentren in Basel sowie in Tschechien. Offiziell werden diese Orte als CMRI-Messzentren geführt. Überdies studiert der deutsche Priesternachwuchs im Seminar von Pivarunas. Bischof Pivarunas hat auch den letzten deutschen Neupriester geweiht.

## Generalobere
- Francis K. Schuckardt (1967–1984)
- Denis P. Chicoine (1984–1989)
- Mark Pivarunas (1989–1991)
- Casimir M. Puskorius (1991–1995)
- Mark Pivarunas (seit 1995)

## Einzelbelege
1. ↑  Arbeitskreis Katholischer Glaube: Arbeitskreis Katholischer Glaube - römisch katholische Tradition. Abgerufen am 29. August 2018.
2. ↑  Katholische Bischöfe. In: Arbeitskreis Katholischer Glaube. Abgerufen am 29. August 2018.
3. ↑  Traditional Latin Mass Locations / Churches of CMRI in Europe. Abgerufen am 29. August 2018 (englisch).
4. ↑   Vgl. Jochen Schmitt: Hart im Inhalt, moderat im Ton, Junge Freiheit, 14. Juli 2006.